# 𫫇

一氧杂六个环的𫫇裤衩烯，一种理论推定存在的不带电芳香𫫇环。注意此共振结构键线图中中间位置的氧应带有若干正电荷，而周边的碳则带有一些负电荷，从而整体不带电，图中未标出。

𫫇（英语：ox(a)-，普通话读去声），全称氧杂，是有机化学命名法中表示在环内使用氧元素替换某个碳位本位上的碳元素（同时做掉多余的氢）形成杂环的官能团，类似于链状化合物中的醚基。当仅用氧去掺杂环烃而不存在其他掺杂、取代时，得到的物质称为环醚。
氧杂但不是氧代（英语：oxo-），氧代是用氧取代某碳位上的（两个）氢（形成羰基），而非碳位本位上的碳。值得注意的是氧杂环戊熳的英文“-oxole/-oxol-”应断为𫫇“-ox”和茂“-ol-/-ole”两根，其中并不存在氧代（英语：oxo-）。
氧杂亦不是兼用于直链醚的某氧基（英语：-oxy-），此类命名与杂环命名的计数不同，被氧换掉的碳不再计入总碳元数之内，如“环氧（基）乙烷”即是“氧杂环丙烷”。

## 假𫫇
在当代台湾命名与中国大陆旧译法中，存在一些化合物中的“𫫇”字来源于懒译时的望文生义，如氮杂环化合物“喹㗁啉”中的“𫫇”（-oxa(l)-）表示改变喹啉结构使之形成类似“草酸一样的乙二醇”（glyoxal，乙二醛的英文俗称，源自草酸 oxalic acid）的结构，由于拉丁文词根“草”的尾音“L”被“喹啉”的“啉”吞掉而将“喹草啉”误植成“喹㗁啉”。此类情况属于约定俗成的讹译，不属于化学意义上的𫫇。
在各地旧译法中，某氧基在尾部的y被吞掉是也可能被讹译为“𫫇”，今已规范为“喔”。例如衍生物模板名“-oxine”被译作“喔星”（如氯喔星）。
今天，中国大陆已淘汰此类陈旧的讹译，酢浆草语源的音译也与烃氧基语源的音译一并改用“喔”字，如喹喔啉、“(gly)oxaline”官能团被译作“（咁）喔啉”。